# 3818 Gorlitsa
3818 Gorlitsa este un asteroid din centura principală, descoperit pe 20 august 1979 de Nikolai Cernîh.